# 사담 후세인
사담 후세인(아랍어: صدام حسين عبد المجيد التكريتي 사담 후사인 압둘 마지드 앗 티크리티[*], 1937년 4월 28일~2006년 12월 30일, 문화어: 싸담 후쎄인)은 이라크의 정치인이다. 1977년부터는 이라크 부통령을 지냈고, 1979년 7월 16일부터 2003년 4월 9일까지 이라크의 대통령을 지냈다.
이라크에서 상대적으로 소수종파인 수니파 출신으로, 세속적 범아랍주의와 아랍 사회주의를 추구하는 바트당의 지도적 인물이었다. 바트당의 장기집권을 가져온 1968년 이라크 쿠데타에서 중요한 역할을 한 이후 아흐마드 하산 알바크르에 의해 부통령으로 임명되었고 1979년 그의 뒤를 이어 이라크 대통령직에 오르게 된다.
취임 직후 반대파를 대규모로 숙청한 사담 후세인은 1980년 이란을 침공하여 이란-이라크 전쟁을 일으켰으나 이렇다 할 성과를 거두지 못하였고, 1990년에는 쿠웨이트를 침공하였으나 서방 연합군의 반격으로 걸프 전쟁이 일어나 패전하며 국제사회에서 고립되었다. 이후 그는 외부적으로는 반미 노선을 확고히 하고 내부적으로는 증가하는 쿠르드계 소수민족이나 시아파의 저항을 탄압하였다. 2003년 3월 테러와의 전쟁을 진행하던 미국이 이라크를 침공하여 순식간에 그의 정부를 전복시켰다. 그는 도망다니다가 체포되어 2006년 이라크 고등법원에서 시아파 학살 주동 등의 죄로 사형을 선고받고 처형되었다.

## 생애

### 생애 초반

#### 유년기
사담 후세인은 1937년 살라주 티그리트 부근 알 아우자 마을 농가에서 태어났다. 아버지 후세인 압둘 마지드(알 마지드라고도 함)는 사담이 태어났을 때에는 이미 죽었고, 어머니 수브하 탈파는 목동인 이브라힘 하산과 재혼하여 3명의 이부제(異父弟)를 낳았다. 덧붙여 생부와 어머니는 사촌 간이라고 하며, 그녀가 재혼한 하산 역시 그녀와 사촌 간이라고 한다.
10세 때부터 외숙부 하이랄라 탈파 아래에서 살았다. 8세 때 하이랄라의 딸로 외사촌인 사지다 하이랄라와 약혼하였다. 사담의 적에 굴하지 않는 성격과 민족주의적 범아랍주의 사상(와타니야)은 외숙부의 영향이라고 한다.
1955년 18세 때에 중앙정부의 교육장관이 된 하이랄라와 함께 바그다드로 올라와, 2년 뒤 바트당에 입당한다. 1950년대의 아랍 제국(諸國)에서는 아랍 민족주의가 고조되어, 사담도 이집트의 지도자인 가말 압델 나세르에 영향을 받았다.

#### 학생 운동
1958년 이라크에서는 군부에 의해 7·14 군사 쿠데타가 일어나 누리 알사이드의 친영(親英) 왕정이 축출당하고 공화국이 수립되었다. 그러나 파이살 2세를 살해하고 정권을 잡은 아브드 알 카림 카심이 아랍 민족주의에 회의적이었기 때문에 바트당은 1959년에 카심 수상 암살미수 사건을 일으켰다. 이 사건에 실행범으로서 관여한 사담은 카심의 경호원으로부터 총격을 받아 다리를 다치지만, 면도칼로 다리에 박힌 총알을 파낸 뒤, 체포를 피하기 위해 유목민으로 변장해 티그리스강을 헤엄쳐 시리아에 망명하고, 후에 이집트로 피했다.

### 정치 활동

#### 바트 당 활동
시리아 체류 중에는 바트당의 창시자 미첼 아플라크의 총애를 받았다. 망명 중에 열린 궐석재판에서 사담은 사형 선고를 받았고 사담은 이집트에서 망명 생활을 보내면서 고등교육을 받아 카이로 대학 법학부에 다녔다. 1963년에 압둘 살람 아리프 장군이 인솔한 쿠데타로 카심 정권이 붕괴하자, 사담은 귀국해 바트당의 농민국장이 되었다. 이 해에 사지다와 정식으로 결혼하였다. 그러나 바트당 정권은 당 내 좌우 양파의 권력투쟁 때문에 정권을 잃게 된다.
1964년에 사담은 아리프 대통령의 암살을 계획했지만 사전에 발각되어 체포, 투옥당했다가 2년 뒤 그는 간수를 속여 탈옥해 지하활동을 벌였다. 그러나 다시 1968년 7월 17일, 아메드 하산 알 바크르 장군이 인솔하는 바트당 주도의 무혈 쿠데타(7·17 혁명)로 당은 다시 정권을 잡았고 이 쿠데타에서 사담은 중요한 역할을 했다.

#### 2인자
바크르 정권에서는 입각은 하지 않았지만, 치안기관에 종사해 바크르 대통령의 권력 강화에 협력하였다. 그 결과, 1969년에 혁명 지도 평의회(RCC) 부의장으로 임명되었다. 또한 이 시기에 사담은 이라크 바트당을 시리아 바트당의 영향력으로부터 갈라 놓는 공작을 시작해 범아랍주의를 주창하면서도, 숙부 하이랄라가 주창한 「이라크 민족주의」를 국가의 새로운 이데올로기로 하는 것을 목표로 했다. 이 사상에 대해 그는 「이라크 인민은 문명의 발상지인 고대 메소포타미아 백성의 자손이다」라고 말하였다.
거기에 그는 새로운 치안·정보 기관을 설치해, 그 장(長)에 측근이나 친족을 임명하고, 치안 기관을 스스로의 지배하에 두어 이라크를 경찰국가로 변모시켰다. 국민에 대한 비밀경찰이나 치안군의 감시가 강화되었다. 또, 정부의 고위직에는 대부분 동향인 티크리트나 그 주변지역 출신자를 등용하였다.
1973년 6월에 시아파인 나짐 카자르 내무치안장관이 바크르와 사담의 암살을 계획하지만 사전에 비밀이 유출되어 실패하였고, 관련자 전원이 사형에 처해졌다.

### 집권과 전쟁

#### 대통령에 취임
1979년 7월 17일, 바크르가 병을 이유로 대통령직을 사임한다고 발표하자, 사담은 이라크공화국 제5대 대통령으로 취임했다. 바크르의 권위는 1977년에 부통령이 된 사담이 혁명지도평의회 멤버와 각료를 자신의 측근으로 교체한 이래 저하되고 있었다. 바크르가 사담에 의해 은퇴를 강요당했다는 증언도 있다. 이라크 국내의 바크르의 동상이나 초상화도 사담의 것으로 바뀌어 갔다.
집권 직후 바트당 내 반대파를 숙청, 처형하고 민심의 관심을 다른 데로 돌려 이라크 변방의 떠돌이 소수민족인 쿠르드 족이 반란을 일으켰다는 이유로 대량 학살을 기획한다.

#### 이란-이라크 전쟁
사담 후세인 정권은 1979년의 이란 혁명이 이라크 국내의 시아파에게도 파급하는 것을 두려워해 1980년에 이란을 선제 공격, 이란-이라크 전쟁이 발발했다. 원래, 이란과는 팔레비 왕조 시대부터 국경을 흐르는 사트 알 아랍 수로의 영유를 둘러싸고 대립하고 있었으며 역사적인 이라크의 반(反) 이란 감정도 전쟁의 배경에 영향을 주었다. 개전 초에는 이라크가 우세했지만, 차츰 물량이나 병력이 우수한 이란이 반격해 이라크 영내에까지 침입한다. 또, 북부에서는 이란과 동맹을 맺은 쿠르드인 세력이 중앙정부에 반기를 들어 무장투쟁을 개시했다.

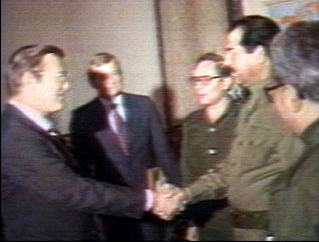
1983년 도널드 럼즈펠드 당시 특별 교섭인과 만난 사담 후세인

이란의 이슬람 혁명이 중동 전역에 파급하는 것을 무서워한 미국의 로널드 레이건 정권은 이라크를 지원하기 위해 1983년 12월 19일에 도널드 럼즈펠드 당시 특별 교섭인을 특사로 이라크에 파견해 사담과 90분간 회담하였다. 1984년에는 이라크와 국교를 회복해, 1988년까지 거액의 무기 공급 및 CIA에 의한 정보 제공을 실시했다.
이 시기 중동에 석유 이권을 가지는 영국이나 프랑스, 그리고 카프카스 지방 등에 많은 이슬람교도를 안고 있던 소비에트 연방 역시 이란 이슬람 혁명의 파급을 우려해 이라크에 무기 원조를 시작으로 하는 지원을 실시하였다. 또한, 이라크로 화학 병기·생물병기의 원료가 미국, 영국, 프랑스, 동독, 네덜란드의 기업으로부터 수출되었다. 결국 1988년에 이란 측이 정전을 수락하여 전쟁은 끝났다. 한편 이 전쟁이 한창이던 1982년에 이라크 중부 두자일 마을을 사담이 시찰하던 중에 이란의 지원을 받은 반체제파 조직인 다와당의 공작원에 의해 암살 미수가 일어나자, 그 보복으로서 두자일의 주민 180명 이상을 화학무기로 학살하였다(두자일 학살).

#### 걸프전쟁과 유엔 제재
1988년에 종결한 이란-이라크 전쟁은 이라크를 중동의 군사 대국으로 끌어올렸다. 사담의 관심은 풍부한 석유 자원을 가진 국가이자 근대 이라크 성립 이후부터 이라크의 민족주의자들이 이라크의 영토라고 주장한 이웃 나라 쿠웨이트로 향하게 되었다.
1990년 8월 2일, 사담 후세인 정권은 쿠웨이트를 침공, 병합을 선언한다. 그러나 미국을 시작으로 하는 국제사회의 반발을 받아 1991년의 걸프 전쟁으로 미국을 위시한 다국적군에 패퇴했다. 패전 직후의 혼란을 틈타 국내의 반체제 시아파가 정권에 대한 반란을 일으켰으나, 시아파가 기대한 미국의 지원은 없었고, 사담 후세인 정권은 진압에 성공한다.
사담 정권은 반역자에 대해서 혹독한 보복을 가하였다. 이 이후 새로운 강권 정치에 의해 반대 세력을 누르는 것으로 후세인 정권은 오히려 안정화했다. 국내에서는 비밀경찰에 의한 반대파에게의 탄압, 고문, 부당 체포 등이 반복되었다. 걸프 전쟁 종결 이후, 미국을 주도로 하는 국제사회로부터 경제 제재가 부과되어 이라크는 경제적으로 궁핍하게 몰렸다.

#### 대통령 재선
1995년 10월 15일 이라크 최초의 국민투표로 실시된 대통령 선거에서 단일후보로 출마하여 99.96%의 지지율로 당선되어 재선에 성공하였다. 이후 10월 17일 7년 임기 대통령에 다시 취임하였다.

#### 내정 피폐
1977년 이후 잇단 전쟁과 흉년으로 세금 수입도 줄고 국가 재정은 악화, 탕진되었다. 또한 UN의 결의에 의해 쿠웨이트가 독립하면서 세수도 줄었고 이는 국민들에게 고스란히 손해가 돌아갔다. 걸프 전쟁 직후부터 민심이 이반되기 시작하였고, 후세인 퇴진 운동이 벌어졌으나 그는 이를 모두 무력으로 진압하였으나, 2000년 이후 퇴진 운동 무력 진압을 미국과 서방 등에서 문제삼기 시작한다.
2000년부터 후세인은 서방 세계와의 화해 제스처를 취했지만 2001년의 9·11 테러로 그의 시도는 실패하고 만다.

### 생애 후반

#### 미국과의 2차 전쟁
2001년 9월 11일에 미국에서 동시다발 테러사건이 발생하였다. 이후에 미국은 알 카에다와 민정기를 지원하고 있다고 하여 사담 후세인 정권의 이라크에 강경 자세를 취하게 되었다. (사실 후세인이 석유 거래 화폐를 유로로 전환했기 때문. 후세인이 석유 거래 화폐를 바꾼 것은 후세인이 정권 중반에 친미에서 반미 노선으로 갈아탔기 때문이다. 원래 이라크는 친미 국가로서 미국의 아랍 진출에서 매우 중요한 역할을 했으나 걸프전 당시 미국은 주 이라크 대사관과 한 아랍 세계에 대한 군사적 개입을 하지 않겠다는 약속을 어기고 아라비아에 군사적 개입을 했다. 이때 미국은 후세인이 앞으로도 충실한 미국의 개로 지내길 바라며 이라크의 정예 부대를 격파하지 않았으나 그 이후로 후세인은 확실한 반미 색채를 드러냈다. 둘째로 강경한 대응의 이유는 미국의 경제 때문이다. 미국은 수십년 째 쌍둥이적자가 지속되고 있지만 명실상부한 경제 대국이다. 이는 석유를 사려면 기축 통화인 달러를 사야 해 지속적으로 돈이 굴러들어오기 때문인데 이라크는 아랍에서 꽤나 영향력이 있고 이라크에서 거래 화폐가 바뀌면 아랍 전체의 거래 화폐가 바뀔 것을 우려한 미국이 억지로 우긴 것.) 2002년 1월, 미국의 조지 W. 부시 대통령은 이라크를 이란, 북한과 함께 악의 축 국가라고 비판했다.
2002년부터 2003년 3월까지, 이라크는 유엔 감시 검증 사찰위원회의 무기 사찰을 받으면서, 미국에 의한 무력 공격의 위기에 있었다. 그런 와중에도, 사담 정권은 강경한 자세를 바꾸지 않고, 9·11 테러에 대해서도 사담은 연설로 「미국이 스스로 부른 것이다」라고 하여, 테러를 비판하는 대신에 과거의 미국의 중동 정책에 원인이 있다고 비판했다.

#### 2002년 대통령 선거
2002년 10월 15일 대통령 선거에 단독 입후보하여 7년 임기 대통령 선거에서 100% 지지율로 다시 당선되었다. 이라크 국민투표관리위원회는 15개 주 1,905개 투표소에서 실시된투표에서 전체 유권자 1,144만 5,638명 모두가 후세인 연임에 찬성표를 던졌다고 공식 발표했다. 그러나 선거를 감시하기 위해 이라크 현지에 파견된 3,000여명의 외국 참관단은 후세인의 단독 입후보, 관영방송의 파상적인 후세인 지지 선동 등을 거론하면서 공정성에 의문을 제기하였다.

#### 몰락과 처형

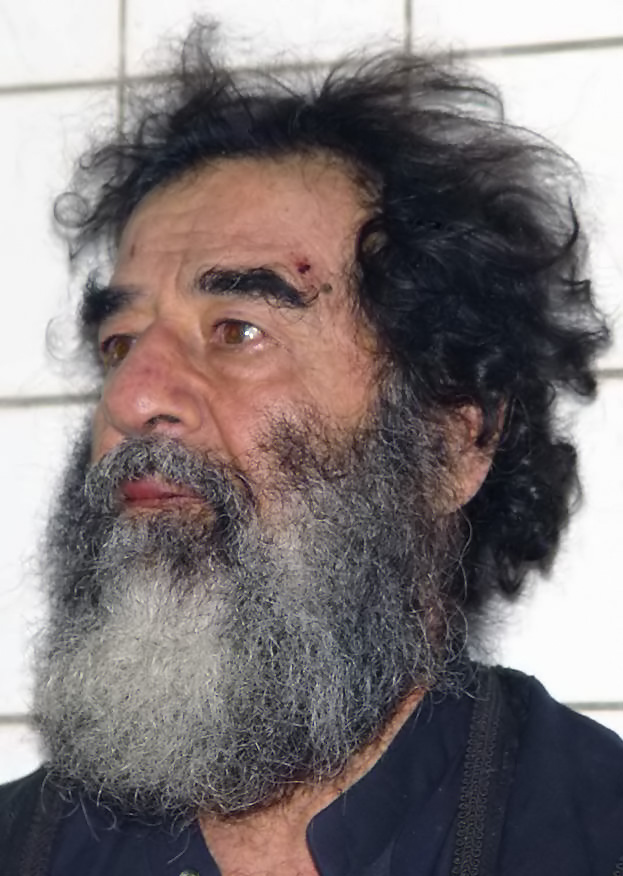
미군에 의해 체포된 사담 후세인

2003년 3월 20일, 미국은 유엔 안보리 결의 1441호를 근거로서 이라크 전쟁을 개시하여 40여일 만인 5월 1일 승전하였다. 후세인은 옮겨다니며 은신하였으나 영화 레드 던에서 이름을 따온 미군의 레드 던 작전(Operation Red Dawn)으로 다우르에서 같은해 12월 13일 체포되었다.
전범재판인 2006년 11월 5일 1심에서 시아파 무슬림 학살에 대한 유죄가 인정되어 사형 (교수형)을 선고받았으며, 사담은 "나는 사형당하는 것이 절대 두렵지 않다. 이란과 손잡으면 안되며, 경계해야 한다." 고 말하였다. 이후 항소했으나 이라크 최고 항소법원은 사형을 확정하여 2006년 12월 30일 수도 바그다드에서 사형이 집행되었다. 그의 처형 장면을 담은 동영상이 인터넷에 유포되기도 했다. 그의 처형으로 인해 저항세력 계파 중 하나인 후세인 지지파들의 반발이 더 심해질 것이라는 비판도 있다.

### 사후
그의 시신은 고향인 티그리티 근처에 매장되었고, 일부 수니파들은 후세인을 추앙하며 계속해서 과도정부에 대항하였다.
사담 후세인 정권이 무너진 이후 이라크를 다스리던 연합군 임시 당국이 2006년 누리 알말리키 총리 정부에 정권을 이양하였고, 그는 2014년까지 정부수반인 총리로 재임했다. 미군은 2011년 최종적으로 이라크에서 철수하였다.

## 저서
- '이라크에서 혁명과 여자'(The Revolution and Woman in Iraq)
- '자비다와 왕'(Zabida and the King)

## 정권 유지

### 독재체제와 경찰국가
반대파 숙청, 공포정치, 탄압으로부터 여러 나라로부터 전형적인 독재자로 평가되었다. 특히 사담은 이오시프 스탈린의 정치 스타일을 표본으로 했다고 여겨진다. 사실, 후세인 체제에는 스탈린주의의 특징이 엿보인다.
또, 후세인 정권하의 이라크에서는, 치안기관이 시민의 반체제적 언동에 대한 적발을 행하였다. 치안기관은 모든 시민사회에 침입해 있었다. 이러한 비밀경찰에 의한 감시망은 국민을 공포라고 하는 심리로 지배할 뿐만 아니라 서로가 서로를 감시, 밀고하는 사회가 형성되었다. 감시뿐만이 아니라, 시민에 대한 자의적 심문이나 고문도 일상적으로 행해졌다.

### 개인 숭배
사담이 대통령으로 취임하자 이라크에서는 그에 대한 개인 숭배가 강화되었고 이라크에서는 그의 모습을 한 거대한 조각과 동상, 그의 초상화와 포스터가 많이 제작되었다. 당시 이라크에서는 이를 제작하는 전문 직공이 있었을 정도였으며 사담의 동상이나 포스터가 이라크 인구보다도 많다는 농담이 생겼을 정도였다.
사담에 대한 개인 숭배는 우상 숭배를 금지하는 이슬람 국가에서도 이례적이었다. 이라크 국영 TV는 매일 같이 사담을 찬양하는 노래를 방송하거나 시를 낭송했고 그를 찬양하는 노래의 수만 200가지에 달한다고 한다. 또한 사담은 자신을 메소포타미아나 고대 아랍의 영웅들인 네부카드네자르 2세, 함무라비, 하룬 알 라시드를 이은 위대한 지도자라고 주장하였다.

### 이라크의 현대화
이라크를 공포로 통치하였던 사담이지만, 1970년대부터 1980년대에 이르기까지 이라크 사회의 세속화를 도모해 현대 국가로 만든 공적이 있다.
그 하나가 이라크 석유의 국유화이다. 바트당 정권은 소련과 공동으로 남부 최대의 루메이라 유전을 개발시킨 후 1972년에 드디어 석유사업의 국유화를 단행했다. 오랜 세월 이라크는 석유의 이권이 국가가 아닌 외국계 석유회사에 독점되어 있었다. 제1차 오일쇼크 이후 이라크의 석유 수익은 계속 성장해, 1980년에는 1968년에 비해 50% 성장한 260억 달러에 이르렀다.
이 석유 수입을 배경으로 바트당 정권은 제3차 5개년 계획을 세워 이라크의 사회주의화와 현대화, 국유화 추진, 이라크의 경제적 자립을 목표로 했다. 이를 위해 소련, 네덜란드, 벨기에, 독일, 일본 등에 산업시설 건설 및 기술 전문가, 노동자의 파견을 요청했다.
이것에 의해, 바트당 정권은 약 400억 달러 규모의 제4차 5개년 계획을 진행시켜 전국에 통신망·전기망을 정비해, 벽지에도 전기가 닿게 되었다. 또한 토지개혁으로 농업의 기계화, 농지의 분배를 추진해, 최신식의 농기구까지 배부되어 국유지의 70%를 자영농에게 분배하였다. 또, 소련의 협력으로 이라크 최대급의 모술 댐(舊 사담 댐)이나 하디사 댐도 완성시켰다. 이러한 정책으로 1970년대 후반에는 이라크의 인구는 35% 증가했다. 국내 총생산에 있어서 국영부문의 비율도 1972년에 35.9%였는데 비해 1977년에는 80.4%로 증가하여, 사실상 바트당 정권이 국민에게 부를 분배하는 유일한 존재가 되었다.
이상은 석유생산성이 최고점에 달했던 바크르 정권과 그에 이은 후세인 정권 초기의 업적이다. 그러나 이란-이라크 전쟁이나 걸프 전쟁, 그 후의 유엔 제재에 의해 이러한 성과는 사라져 버렸고, 정권 붕괴시까지도 계획경제의 방침을 고수하는 등의 실패를 거듭하였다.
그 밖에도 사담은 이라크 전국에 학교를 만들어 학교 교육을 강화했다. 1977년부터 대규모 문맹 퇴치 캠페인을 전개해, 전국 규모로 읽고 쓰기 교실을 개강했다(참가를 거부하면 투옥하겠다는 등의 협박이 있었지만). 이라크의 문맹률이 낮아지면서 1980년대에는 사담에게 유네스코상이 수여되었다.

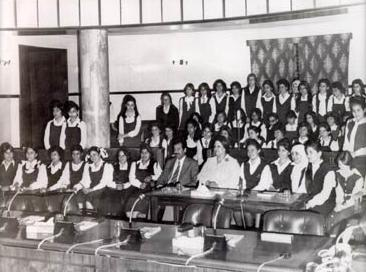
사담은 1970년대에 이라크 여성의 식자율(識字率)을 높이고 교육을 발전시켰다.

또한 여성해방운동도 적극적으로 행해져서, 성별에 의한 임금 차별이나 고용 차별을 법률로 금지하는 한편, 가족법 개정으로 일부다처제를 금지하였고, 여성의 약혼의 자유와 이혼의 권리도 인정되었다. 당시 페르시아만의 아랍 국가에서는 여성의 취업조차도 금지하고 있던 가운데서도, 사담 정권은 여성의 사회 진출도 추천했다. 그 결과 이라크에서는 여성 공무원이 증가하였고, 군에 입대할 수도 있었다. 남존여비 사상이 강한 중동에서는 「명예살인」이 많이 행해지고 있었지만, 사담이 이것을 비판했다는 것은 별로 알려지지 않았다.

## 중동 권력 지도의 변화
중동의 아랍 세계 국가 중에 인구가 1위인 이집트(7천만 명)의 인구 절대 다수가 수니파이나, 이라크는 소수파가 수니파이다. 중동 인구 5위인 이라크(2천만 명)는 수니파 지도자 사담 후세인이 다수파인 시아파를 억압하면서 통치했다. 이라크의 동쪽으로는 중동 인구 2위인 이란(6천8백만 명)이 접경하고 있다. 이란은 시아파 국가이며, 중동에서 시아파가 다수파인 국가는 이란, 이라크, 바레인 등 많지 않다. 이란은 옛 접경국이었던 소비에트 연방과 냉전시대에 관계가 돈독하였다. 사담 후세인은 미국의 지원 하에 국내 다수파인 시아파를 억압하면서 소비에트 연방과 연합한 인구 2위의 중동 대국인 시아파 국가 이란과 맞섰다. 그리하여 사담 후세인은 이란을 제치고 한 때 이라크를 중동에서 최고로 발전된 국가로 만들었다가, 미국과의 반목으로 미국에 의해 실각해 처형되기에 이르렀다.
현재 미군이 주둔하여 사실상 간섭 통치를 하고 있는 이라크는 수니파인 지도자 사담 후세인이 처형되고 그 지지세력들이 숙청되면서, 러시아와 친한 대국 이란과 이라크가 모두 다수세력이 시아파이면서 권력도 시아파가 장악하는 권력 지도가 형성되었다. 이런 상황에서 미군이 이라크에 제대로 주둔할 수 있을지는 의문이며, 후세인은 교수형 직전에 이란과 협력하면 절대 안된다는 당부를 하고, 이라크는 하나로 뭉치고 분열되지 않아야 한다는 당부를 남기고서 죽었다. 그가 사형 선고를 받았던 사건은, 한 시아파 마을을 방문한 후세인 대통령을 시아파 반군이 습격하자 그 보복으로 그 마을 청년 전원을 살해했던 사건이었다.

## 가족 관계
1958년 이집트 망명 중에 사지다 탈파와 결혼하였으며, 두 아들(우다이, 쿠사이)과 세 딸(라나, 라가드, 할라)를 두었고, 그밖에 몇 명의 사생아가 존재한다. 1986년 사미라 샤반다르와 재혼하였으며, 이 후 니달 알함다니와 세 번째 결혼을 하였다. 사미라는 아들 알리를 낳았다. 쿠사이 후세인은 아들을 슬하에 3남을 두었으며 그 중 장남 무스타파 후세인(1989년 ~ 2003년)은 사담의 손자가 된다.
두 딸은 이라크 전쟁을 전후하여 망명하였다. 우다이(1964년 6월 18일~2003년 7월 22일)와 쿠사이(1966년 5월 17일~2003년 7월 22일)는 2003년 7월 22일 모술에서 열화우라늄탄에 맞고 사살되었다. 우다이와 쿠사이가 묻힌 곳에 사담 후세인도 함께 매장되었다.

## 같이 보기
- 이슬람 근본주의
- 이란-이라크 전쟁
- 이라크 전쟁
- 걸프 전쟁
- 바트당
- 반미주의
- 쿠르드인
- 우다이 후세인
- 쿠사이 후세인

## 기타
- 1968년의 바트당 쿠데타는 그가 권력의 핵심으로 떠오르는 데 중요한 역할을 하였으나, 그는 군인은 아니었다[5].
- 평소 의심이 많던 그는 두 명의 사위를 처형했고, 딸 중 한명은 남편의 처형에 반발하여 이라크 탈출을 기도하게 된다.

## 역대 선거 결과
| 선거명      | 직책명          | 대수 | 정당   | 득표율  | 득표수       | 결과 | 당락 |
| ----------- | --------------- | ---- | ------ | ------- | ------------ | ---- | ---- |
| 1995년 선거 | 이라크의 대통령 | 5대  | 바트당 | 99.99%  | 8,348,700표  | 1위  |      |
| 2002년 선거 | 이라크의 대통령 | 5대  | 바트당 | 100.00% | 11,445,638표 | 1위  |      |